# Arta Grande
Arta Grande o Jarta Grande (in croato: Arta Velika o Arta Vela) è un isolotto disabitato della Croazia situato nel mare Adriatico a est di Vergada e a nord di Mortero. Appartiene all'arcipelago di Sebenico. Amministrativamente, assieme alle isolette circostanti, fa parte del comune Morter-Incoronate, nella regione di Sebenico e Tenin.
Assieme all'adiacente Arta Piccola sono anche chiamati scogli Arta.

## Geografia
Arta Grande si trova a circa 650 m di distanza dal piccolo promontorio di punta Zecisa di Maestro o Zecisa (Vela Žečica) che sporge dalla costa dalmata (a sud della città di Poschiane) e a 1,7 km a est di Vergada, separata dal canale di Vergada (Vrgadski kanal). Ha una lunghezza di 1,9 km circa, una superficie di 1,27 km², uno sviluppo costiero di 5,531 km ed un'altezza massima di 95,4 m.

### Isole adiacenti
- Isolotti Artizze (Artica e Artica Mala), a nord-ovest.
- Secca Cuscia[11] (pličina Kušija), a 330 m[2] di distanza, tra Arta Grande e punta Zecisa; è segnalata da un piccolo faro[12] 43°51′38.25″N 15°33′15.33″E.
- Arta Piccola (Arta Mala), a est a soli 90 m di distanza.
- Radel (Radelj), isolotto a sud-est.
- Tre scogli si trovano a sud di Arta Piccola (tra Arta Grande e Radel): 
  - Gubbavaz Grande[13], Gubavaz[5] o Gubovaz[6] (Gubavac Veliki), scoglio rotondo (160 m di diametro) a sud-est, a circa 250 m; con una superficie di 0,025 km²[1], uno sviluppo costiero di 0,57 km[1] e l'altezza di 23 m[2] 43°50′56″N 15°33′08″E;
  - Gubbavaz Piccolo[13] (Gubavac Mali), piccolo scoglio a est di Gubbavaz Grande che ha un'area di 0,0047 km²[7] ed è alto 5 m[2];
  - Prisgnago[13], Brisgnak[5], Brisgnach[6] o Presgnak[8] (Prišnjak Mali), di forma allungata, di circa 400 m di lunghezza, a circa 700 m[2] in direzione sud-est; con una superficie di 0,042 km²[1], uno sviluppo costiero di 0,92 km[1] e l'altezza di 11 m[2] 43°50′50″N 15°33′34″E.

### Cartografia
- (HR) Mappa topografica della Croazia 1:25000, su preglednik.arkod.hr. URL consultato il 21 gennaio 2017.
- G. Giani, Carta prospettiva delle Comuni censuarie della Dalmazia, foglio 6, 1839. Fondo Miscellanea cartografica catastale, Archivio di Stato di Trieste.
- Carta di cabottaggio del mare Adriatico, foglio VII, Milano, Istituto geografico militare, 1822-1824. URL consultato il 12 dicembre 2020 (archiviato dall'url originale il 13 aprile 2013).